# No. 1's
No. 1's es un álbum recopilatorio de la banda alemana de hard rock y heavy metal Scorpions, publicado en 2006 a través de EMI Music. Está compuesto de dos discos compactos que incluyen los mejores éxitos de la banda, principalmente entre el álbum Lovedrive (1979) y Moment of Glory (2000).

## Lista de canciones

### Disco uno
| N.º | Título                         | Escritor(es)                        | Duración |  |
| 1.  | «Wind of Change»               | Klaus Meine                         | 5:09     |  |
| 2.  | «Under the Same Sun»           | Meine, Mark Hudson, Bruce Fairbairn | 4:51     |  |
| 3.  | «No One Like You»              | Rudolf Schenker, Meine              | 3:56     |  |
| 4.  | «Holiday»                      | Schenker, Meine                     | 6:18     |  |
| 5.  | «Coast to Coast»               | Schenker                            | 4:42     |  |
| 6.  | «Moment of Glory»              | Meine                               | 5:06     |  |
| 7.  | «Still Loving You»             | Schenker, Meine                     | 6:36     |  |
| 8.  | «What You Give You Get Back»   | Schenker, Meine, Peter Wolf         | 5:01     |  |
| 9.  | «White Dove»                   | Gábor Presser, Anna Adamis          | 4:18     |  |
| 10. | «Here in My Heart»             | Diane Warren                        | 4:17     |  |
| 11. | «Can't Live Without You»       | Schenker, Meine                     | 3:46     |  |
| 12. | «Send Me an Angel»             | Schenker, Meine                     | 4:30     |  |
| 13. | «When the Smoke is Going Down» | Schenker, Meine                     | 3:49     |  |
| 14. | «Rhythm of Love»               | Schenker, Meine                     | 3:48     |  |
| 15. | «Born to Touch Your Feelings»  | Schenker, Meine                     | 7:14     |  |
| 16. | «Lady Starlight»               | Schenker, Meine                     | 6:21     |  |

### Disco dos
| N.º | Título                      | Escritor(es)                               | Duración |  |
| 1.  | «Rock You Like a Hurricane» | Schenker, Meine, Herman Rarebell           | 4:12     |  |
| 2.  | «You and I»                 | Meine                                      | 4:16     |  |
| 3.  | «Alien Nation»              | Schenker, Meine                            | 5:01     |  |
| 4.  | «Is There Anybody There?»   | Schenker, Meine, Rarebell                  | 4:15     |  |
| 5.  | «Always Somewhere»          | Schenker, Meine                            | 4:54     |  |
| 6.  | «Living for Tomorrow»       | Schenker, Meine                            | 5:30     |  |
| 7.  | «Big City Nights»           | Schenker, Meine                            | 3:56     |  |
| 8.  | «Loving You Sunday Morning» | Schenker, Meine, Rarebell                  | 5:37     |  |
| 9.  | «Walking on the Edge»       | Schenker, Meine                            | 5:02     |  |
| 10. | «I'm Leaving You»           | Schenker, Meine                            | 4:15     |  |
| 11. | «China White»               | Schenker, Meine                            | 6:56     |  |
| 12. | «Believe In Love»           | Schenker, Meine                            | 4:47     |  |
| 13. | «Coming Home»               | Schenker, Meine                            | 4:59     |  |
| 14. | «Edge of Time»              | Schenker, Meine                            | 4:16     |  |
| 15. | «Blackout»                  | Schenker, Meine, Rarebell, Sonja Kittelsen | 3:48     |  |
| 16. | «Hurricane 2000»            | Schenker, Meine, Rarebell                  | 6:03     |  |